# Kod TIDS
Kod TIDS (Travel Industry Designator Service) - to program Międzynarodowego Zrzeszenia Przewoźników Powietrznych (IATA), który zapewnia biurom podróży i pośrednikom sprzedażowym unikalny kod branżowy: IATA/TIDS Numeric Code. Ten branżowy kod ułatwia identyfikację sprzedawców turystycznych oraz ich rezerwacji w systemach rezerwacyjnych na całym świecie.
Międzynarodowe Stowarzyszenie Transportu Lotniczego wprowadziło program w celu ułatwienia identyfikacji agentów turystycznych i pośredników sprzedaży w branży turystycznej. Dzięki unikalnemu kodowi TIDS, dostawcy, takie jak linie lotnicze, hotele i firmy wynajmu samochodów, mogą rozpoznawać rezerwacje dokonywane przez te podmioty w systemach rezerwacyjnych na całym świecie. 
Program TIDS jest teraz bezpłatny i stanowi część cyfrowej transformacji w branży turystycznej.